# Эквадор (вулкан)
Эквадор — потухший щитовой вулкан на острове Исабела в Эквадоре. Высота 1408 метров.
Образовался в подводной кальдере диаметром 151 километр. Исторические извержения не известны, но предполагают, что последняя активность была 3400 лет назад.